# SuperLiga Femenina de Básquet de Argentina
La SuperLiga Femenina fue un certamen anual organizado por la Confederación Argentina de Básquetbol (CABB) para clubes de básquet femenino, que se complementó con el Torneo Federal Femenino de Básquetbol como campeonato previo. Tras dos temporadas surgió la Liga Femenina de Básquetbol como nueva máxima competencia de baloncesto a nivel nacional organizada por la Asociación de Clubes y la CABB y lo reemplazó.

## Historia
Tras disputada la primera temporada del Federal Femenino, la CABB confirmó la creación de otro torneo más para equipos de básquet femenino para fomentar aún más la competencia interna. Además, el certamen en su primera edición contó con la participación del seleccionado femenino de menores de 19 años en lo que es un proyecto para que el mismo tenga más rodaje de caras al mundial de la categoría a disputarse en el 2020.

Me parece buenísimo que se apueste por fomentar la competencia local y mejorar la calidad de jugadoras que participan. Eso colaborará con el desarrollo de las chicas que no tienen la posibilidad de militar en el exterior y, en consecuencia, mejorará la disciplina a nivel local y nacional.
Desde los 19 años que juego en ligas europeas y pude ver cómo el crecimiento interno los hizo mejorar a nivel internacional por eso me pone muy feliz ver que en los últimos años Argentina intenta seguir esos pasos. Y sobre todo me tranquiliza pensar en el futuro del básquet de nuestro país
Gisela Vega, reconocida jugadora argentina a nivel mundial.

Dentro de las novedades, los equipos podrán contar con hasta tres jugadores extranjeras, una de las cuales será pagada por la CABB.

## Formato de competencia
El campeonato tendrá el formato de liga, donde todos los equipos disputarán dos partidos ante el resto de los rivales, uno como local y otro como visitante. Al finalizar esta etapa, los ocho equipos se dividirán en dos cuadrangulares de semifinales para así determinar a los cuatro mejores, quienes avanzarán al "Final Four" donde se disputarán semifinales y final en una sede fija para determinar al campeón.

## Equipos participantes
| Club                                        | Ciudad                             | Estadio                        | Capacidad |
| Club Deportivo Berazategui                  | Berazategui, Buenos Aires          | Deportivo Berazategui          | 400       |
| Club Atlético Obras Sanitarias de la Nación | Ciudad de Buenos Aires             | Estadio Obras Sanitarias       | 3100      |
| Club Atlético Talleres                      | Paraná, Entre Ríos                 | Estadio de Talleres            | 300       |
| Club Unión Florida                          | Florida, Buenos Aires              | Estadio Unión Florida          | 240       |
| Club Deportivo Libertad                     | Sunchales, Santa Fe                | El Hogar de los Tigres         | 4000      |
| Club Tomás de Rocamora                      | Concepción del Uruguay, Entre Ríos | Estadio Julio César Pacagnella | 1000      |
| Club Estrella de Berisso                    | Berisso, Buenos Aires              |                                |           |
| Club Atlético Lanús                         | Lanús, Buenos Aires                | Microestadio Antonio Rotili    | 3000      |

### Historial de participantes
En negrita equipos actualmente participando. Incluye datos hasta 2016.
- 2 Unión Florida
- 2 Deportivo Berazategui
- 2 Obras Basket
- 2 Talleres (Paraná)
- 1 Libertad (Sunchales)
- 1 Estrella de Berisso
- 1 Tomás de Rocamora
- 1 Atlético Lanús
- 1 Peñarol
- 1 Unión Hércules/Española
- 1 Proyección 2020 (Selección U-19)
- 1 Tokio DyS

## Historial de campeones
| Temporada     | Campeón        | Final   | Subcampeón          | Entrenador campeón | MVP liga       | MVP finales    |
| ------------- | -------------- | ------- | ------------------- | ------------------ | -------------- | -------------- |
| 2015 Detalles | Unión Florida  | 67 - 51 | Berazategui         | Gregorio Martínez  | Andrea Boquete | Melisa Gretter |
| 2016 Detalles | Atlético Lanús | 66 - 58 | Estrella de Berisso | Laura Cors         | Nadia Flores   |                |